# Red telefónica
Una red telefónica es una red de telecomunicaciones utilizada para llamadas telefónicas entre dos o más partes.
Hay varios tipos diferentes de redes de telefonía:
- Una red de líneas fijas, donde los teléfonos deben estar conectados directamente a una central telefónica. Esto se conoce como la red telefónica pública conmutada o PSTN.
- Una red inalámbrica en la que los teléfonos son móviles y puede moverse en cualquier lugar dentro del área de cobertura.
- Una red privada, donde un grupo cerrado de teléfonos están conectados principalmente el uno al otro y usan una puerta de entrada para alcanzar el mundo exterior. Esto se utiliza generalmente en el interior de las empresas y los centros de llamadas y se denomina centralita privada (PBX).

Los operadores de telefonía pública (PTO) poseen y construyen redes de los dos primeros tipos y proporcionan servicios al público bajo licencia del gobierno nacional. Los operadores de redes virtuales (OVN) alquilan capacidad al por mayor de los PTOs y venden el servicio de telefonía al público directamente.